# Erica cinerea
Erica cinerea (brezo ceniciento, carpaza, argaña, brezo bermejo) es un tipo de brezo, originario de Europa central y occidental. 

## Descripción

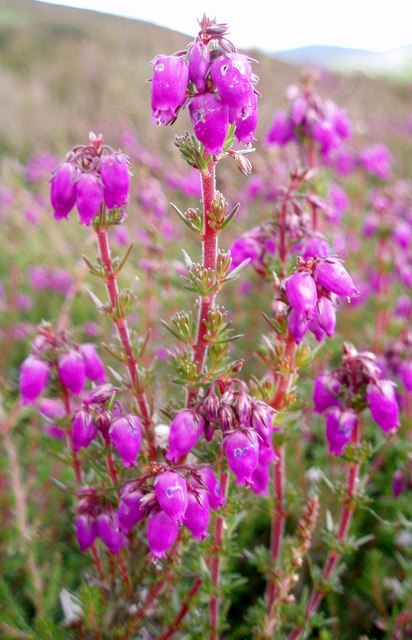
Inflorescencia.

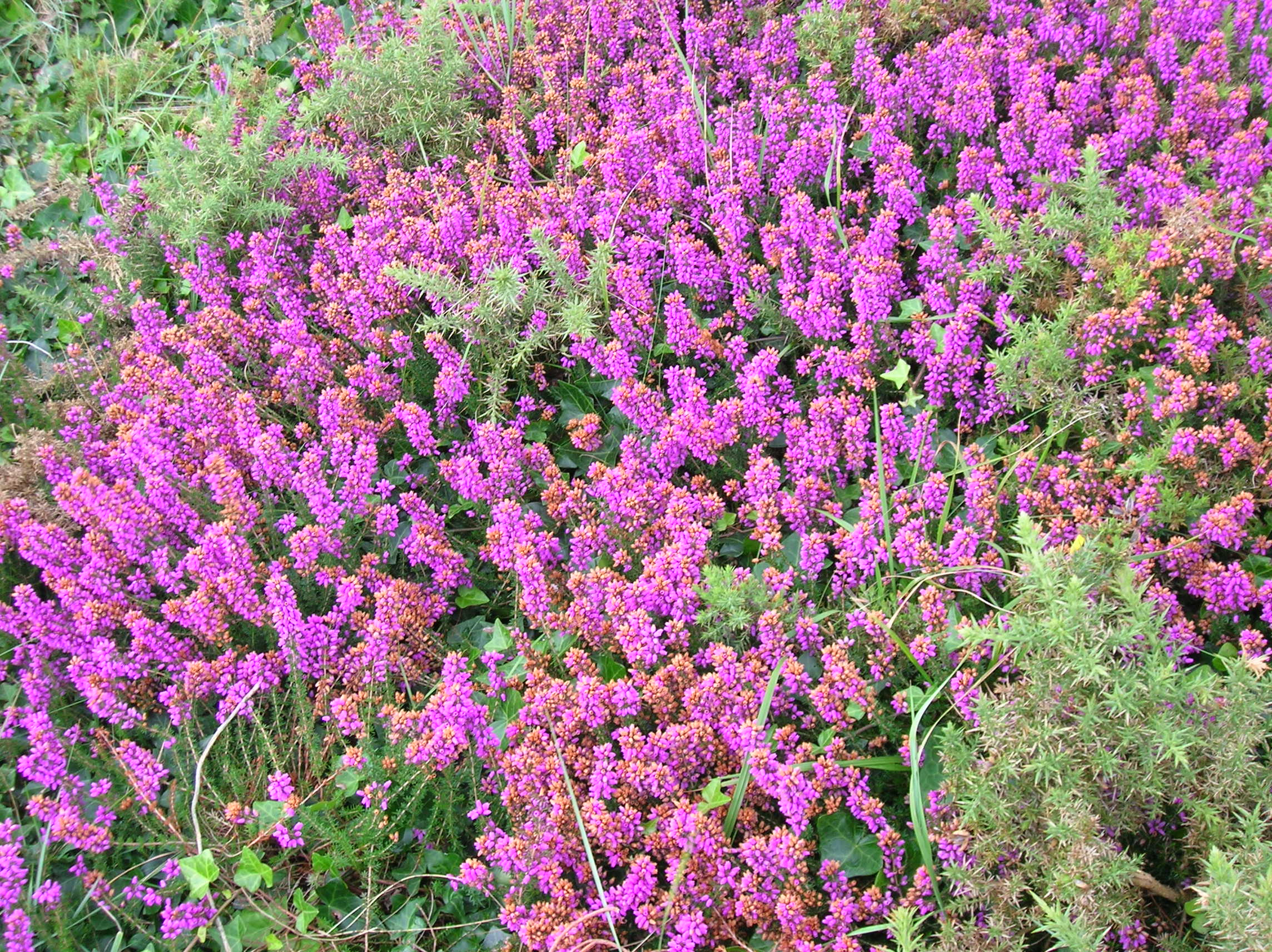
En su hábitat.

Es un arbusto de talla baja cuya altura varía entre 15 y 60 cm, con hojas finas en forma de aguja, de 4 a 8 mm de largo y verticiladas por tres. Las ramillas están cubiertas por una pelosidad de color gris-ceniza.
Las flores son urceoladas, rosas o púrpuras (más raramente blancas), de 4 a 7 mm de largo, en racimos terminales, con pedúnculos pubescentes. Tienen tres bractéolas adosadas a los sépalos, que son purpúreos, lanceolados, glabros y con el margen papiráceo. Corola de 4-7 mm, hinchada en el medio y estrechada en la boca, de color púrpura vivo, raramente blanca. Anteras con apéndices en su base; no sobresalen de la corola (inclusos). Floración estival, de mediados a finales del verano. El fruto es una cápsula pequeña, que se encuentra en el interior de la corola ya seca.

## Hábitat
Vive sobre suelos descalcificados (planta calcífuga) y no excesivamente húmedos. Forma parte de distintos tipos de brezales y matorrales de talla baja. 

## Usos
Las inflorescencias son antidiarreicas y están indicadas contra las afecciones renales y de las vías urinarias. Es usada también para la producción de miel.

## Distribución
En España en la cordillera Cantábrica extendiéndose hasta Galicia. En la provincia de Burgos en Las Merindades, Montes de Oca, sierra de la Demanda y Miranda de Ebro. También crece en las montañas y páramos de León, Palencia, Zamora y Salamanca. En la sierra segoviana aparece en Ayllón y Guadarrama. Escasea en la montañas salmantinas de Béjar y Gata. También se encuentra en la serranía de Cuenca y alcanza su límite en el territorio de la sierra de Mira.

## Taxonomía
Erica cinerea fue descrita por  Carlos Linneo y publicado en Species Plantarum 1: 352–353. 1753.
Etimología
Erica: nombre genérico que deriva del griego antiguo ereíkē (eríkē); latínizado erice, -es f. y erica = "brezo" en general, tanto del género Erica L. como la Calluna vulgaris (L.) Hull, llamada brecina.
cinerea: epíteto latino que significa "color ceniza".
Citología
Número de cromosomas de Erica cinerea (Fam. Ericaceae) y táxones infraespecíficos: n=12
Sinónimos
- Erica mutabilis Salisb.  1802
- Ericodes cinereum (L.) Kuntze 1898
- Erica tenuifolia Bubani 1899
- Eremocallis cinerea (L.) Gray 1821
- Erica viridipurpurea  (L.) Gouan[7]
- Erica humilis Neck.
- Ericoides humile (Salisb.) Kuntze[8]

## Nombres comunes
- Castellano: argaña (4), argoña, bereza, bereza negra (2), bereza triscona, berezo (4), berezo negro (2), bermejuela, berozo, biércol, brazo ceniciento, brecina, brezo (8), brezo bermejo (2), brezo ceniciento (3), brezo nazareno (3), brezo negral, brezo negro, carpaza, carracina, carrascina (3), carrasquina, negreal, queiroa, rosoño, tereno, ur negral, urce, urce colorada, urz, uz.(el número indica las especies que llevan el mismo nombre en España).[9]